# Kay Rush
Kathleen Rush (6 de gener de 1971, Milwaukee, Wisconsin) és una periodista (premsa estrangera), escriptora i presentadora radiofònica dels Estats Units. És coneguda a Espanya per presentar Nosolomúsica programa emès a Telecinco fins a setembre de 2004, i del qual també n'és una de les autores.

## Biografia
La seva mare és japonesa i el seu pare és suís alemany. Va viure molts anys a Milà, i té la nacionalitat italiana. Es va casar el 2003 amb el jugador de bàsquet Ismael Santos, i el casament es va celebrar a Milwaukee, ciutat natal de Kay. Actualment viu a Chamonix (França) amb el seu marit. El seu accent es deu a parlar anglès, italià, castellà i francès.